# 郭质甫
郭质甫（1916年8月—1996年5月24日），曾用名郭效斌，男，山西崞县人，中华人民共和国政治人物，曾任广西军区政治委员，广西壮族自治区人大常委会副主任。